# Boscarla d'aigua
La boscarla d'aigua o xitxarra dels joncs (Acrocephalus paludicola) és una espècie d'ocell de la família dels acrocefàlids (Acrocephalidae) que habita zones de vegetació d'aiguamolls a la zona paleàrtica. Als Països Catalans es pot observar com un migrant escàs quan es desplaça entre les seves zones de cria al centre d'Europa i les d'hivernada a l'Àfrica occidental.